# Fonográf

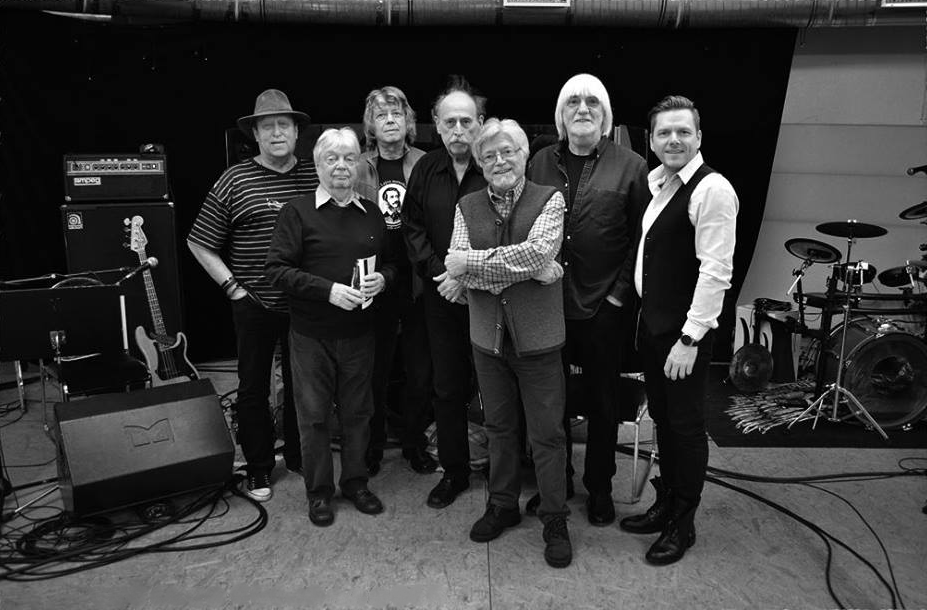
Fotografie kapely Fonográf

Fonográf byla maďarská hudební skupina, působící mezi roky 1973 a 1985.

## Vznik
Skupina vznikla na Silvestra roku 1973. Vytvořili ji János Bródy a Levente Szörényi - bývalí členové skupiny Illés, která byla v tom roce nucena ukončit činnost. Název dostala podle časopisu, ve kterém tehdy Bródy pracoval.

## Žánry
Skupina se stylově pohybovala mezi country a rockem, pokoušela se však i o další žánry.

## Členové
Sestava skupiny se po celou dobu její existence nezměnila.
- Levente Szörényi - kytara, mandolína, housle, zpěv
- János Bródy - steel kytara, flétna, kytara, skládání hudby
- László Tolcsvay - klávesové nástroje, kytara, banjo, foukací harmonika, zpěv
- Mihály Móricz - kytara, zpěv
- Szabolcs Szörényi - baskytara, zpěv
- Oszkár Németh - bicí nástroje, perkuse

Hlavními autory hudby byli Levente Szörényi a László Tolcsvay, texty psal především János Bródy.

## Diskografie
- Fonográf I. (1974)
- Na mi újság, Wagner úr? (1975)
- FG-4 (1976)
- Edison-Fonográf Album (1977)
- Útközben (1978)
- Fonográf Country (1979) - kompilační album
- Country & Eastern (1980) - anglicky zpívané album
- Millionsäljarna (Miljoonamyyjät) (1980) - anglicky zpívané album, určené pro švédský a finský trh
- Jelenkor (1984)
- A búcsú (1985) - živé dvojalbum

Fonográf působil také jako doprovodná skupina několika maďarských zpěvaček (Kati Kovács, Zsuzsa Koncz a Judit Halász), se kterými nahrál některá jejich alba. Během existence skupiny nahráli někteří její členové svá sólová alba (János Bródy, László Tolcsvay, Levente Szörényi), na kterých se zbylí členové rovněž podíleli.